# 보경공주
보경공주(중국어: 寶慶公主, 1394년 2월 초 - 1433년 정월 12일)는 명나라의 공주이다. 명 태조 주원장의 16녀로, 어머니는 장씨이다.

## 생애
황16녀는 홍무 28년 (1394년)에 태어났으며, 생모 장씨의 지위는 알 수 없다. 그녀는 주원장의 막내딸이다. 태어나기 1년 전에 언니인 황15녀 여양공주가 시집을 갔다. 홍무 31년 (1398년), 아버지 주원장이 사망하였고, 어머니 장씨도 사망하였다. 아버지가 돌아가셨을 때, 40여 명의 후궁과 궁인들이 순장되었다. 부모의 사망 시점이 비슷한 것을 보아, 어머니 장씨가 순장된 것으로 보는 저자도 있다. 하지만, 주원장은 보경공주를 총애했기 때문에 순장을 면했다는 설도 있다.
정난의 변 이후, 황16녀의 오빠인 명 성조 주체가 즉위하였다. 주체는 서황후에게 동생을 자신의 딸처럼 돌보라고 명하였고, 그녀의 성질은 순숙했다. 영락 11년 (1413년) 2월 1일, 동생은 보경공주로 책봉되었다. 당시 천호 조휘는 금천문을 진수하고 있었는데, 20여 명의 후보 중 가장 용모가 빼어나 부마로 선택되었다. 공주의 혼수는 다른 공주의 몇 배가 될 정도로 풍성했고, 주체는 이후에도 종종 그녀에게 많은 보물을 주었다. 결혼식에서는 열여섯살 연상의 조카 황태자가 고모 보경공주를 직접 공주부로 배웅했다.
다섯살 연하의 조카손자인 명 선종이 즉위했을 때, 보경대장공주로 봉해졌고, 푸짐한 하사품을 받았다. <백금 2백 냥, 돈 만냥, 주 40표리, 사라 각 10필, 두루마기 3필, 서양포 5필>을 받았다. 공주가 선덕 8년 (1433년)에 39세의 나이로 사망하였을 때 받은 것이다. 부마 조휘는 마음 것 성색을 내비쳤고, 성화 12년 (90세)가 되는 해에 사망하였다.
2008년 9월, 보경공주의 묘가 난징 남쪽 교외 판교 자오펑촌 싼산 벽돌 공장 구역에서 발견됐다. 무덤은 이미 파괴되어 출토된 유물이 없었다. 나머지 묘지만 합하고, 묘지 위에 "보경대장공주광지"를 전각하였다. 고고학적 발굴과 결합하여, 무덤의 위치는 자오후이 가족 묘지가 있다.

## 보경대장공주광지
지문은 13행 해서로, 내용은 다음과 같다.
보경대장공주광지/공주/태조 고황제 16녀/ 모후 효자고황후, 생모 장씨. 공주/홍무 28년 2월 1일 출생/ 영락 11년 2월 1일/보경공주 책봉. 부망도위 조휘에게 하가. 영락 22년/인종 소황제 보경대장공주로 진봉/선덕 8년 정월 11일 사망. 향/년 30세. 같은 해 6월 3일 봉/칙장광택향의 산원. 근지

(“宝庆大长公主圹志/公主，/太祖高皇帝第十六女，/母后孝慈高皇后，生母张氏。公主/生洪武二十八年二月初一/日，永乐十一年二月初一日/册封宝庆公主，下嫁驸马都/尉赵辉。永乐二十二年/仁宗昭皇帝加封宝庆大长公主。/宣德八年正月十一日薨，享/年三十有九。以是年六月初三日奉/敕葬光泽乡之山原，谨志。”)